# Kirchenprovinz Hamburg
Die Kirchenprovinz Hamburg, auch Norddeutsche Kirchenprovinz genannt, ist eine Kirchenprovinz der Römisch-katholischen Kirche in Deutschland.

## Geografie
Die Kirchenprovinz ist mit einer Gesamtfläche von 75.227 km² die größte in Deutschland. Sie erstreckt sich über Schleswig-Holstein, Hamburg, Bremen, Niedersachsen sowie über den mecklenburgischen Teil Mecklenburg-Vorpommerns. So umfasst sie bis auf Vorpommern (das zum Erzbistum Berlin gehört) und das niedersächsische Oldenburger Land (Bischöflich Münstersches Offizialat) fünf norddeutsche Bundesländer.

## Gliederung
Folgende Bistümer sind Teil der Kirchenprovinz Hamburg:
- Erzbistum Hamburg
- Bistum Hildesheim
- Bistum Osnabrück

## Geschichte

### Entwicklung
Das Erzbistum Hamburg und mit ihm die Kirchenprovinz Hamburg wurde erst am 24. Oktober 1994 von Papst Johannes Paul II. mit der Apostolischen Konstitution Omnium Christifidelium mit Wirkung zum 7. Januar 1995 neu errichtet. Erster Erzbischof des neu gegründeten Erzbistums wurde am 7. Januar 1995 der Osnabrücker Bischof Ludwig Averkamp. Dieser verzichtete am 16. Februar 2002 aus Altersgründen auf sein Amt, am 25. Januar 2003 folgte ihm Werner Thissen nach. Am 21. März 2014 nahm Papst Franziskus Erzbischof Thissens altersbedingten Rücktritt an und am 14. März 2015 wurde Stefan Heße zu dessen Nachfolger geweiht.

### Metropoliten
- Ludwig Averkamp (1995–2002)
- Werner Thissen (2003–2014)
- Stefan Heße (seit 2015)